# Tillandsia funebris
Tillandsia funebris là một loài thuộc chi Tillandsia. Đây là loài bản địa của Bolivia.

## Giống
- Tillandsia 'Miss Mini'